# Eumecosomyia
Eumecosomyia é um gênero de moscas ulita ou do tipo foto-asa da superfamília Tephritidae e da família Ulidiidae.

## Espécie
Existem quatro espécies do gênero Eumecosomyia:
- E. hambletoni

- E. humbletoni

- E. lacteivittata

- E. nubila